# Barbara Trentham
Barbara Trentham (née le 27 aout 1944 à New York - morte le 2 aout 2013 à Chicago) est une actrice américaine.

## Filmographie
- 1972 : The Possession of Joel Delaney : Sherry Talbo
- 1975 : Rollerball : Daphne
- 1976 : Star Maidens
- 1976 : Intervention Delta (Sky Riders) : Della
- 1978 : Death Moon (TV) : Diane May
- 1979 : Sloane, agent spécial

## Anecdote
Elle est mariée à John Cleese de 1981 à 1990 et elle a Cynthia Cleese pour belle-fille.